# Tatort: Blindekuh
Blindekuh ist ein Fernsehfilm aus der Kriminalreihe Tatort der ARD und des ORF. Der Film wurde vom Norddeutschen Rundfunk unter der Regie von Werner Masten produziert und am 20. April 1992 erstmals ausgestrahlt. Es handelt sich um die Tatort-Folge 256. Für den Kriminalhauptkommissar Paul Stoever (Manfred Krug) ist es der 16. Fall. Für seinen Kollegen Peter Brockmöller (Charles Brauer) ist es der 13. Fall, in dem er ermittelt.

## Handlung
Bei Waldarbeiten wird die Leiche der sechzehnjährigen Irene Frevert gefunden. Schnell gerät Jakov Samow ins Visier der Ermittler Stoever und Brockmöller. Irene Frevert war bei dem Verdächtigen als Babysitterin beschäftigt und Außenstehenden blieb nicht verborgen, dass er das Mädchen sehr mochte. Als die Kommissare ihn befragen, macht er sich Vorwürfe, dass er Irene nicht bis vor die Haustür gefahren hatte, als er sie von der Geburtstagsfeier seiner kleinen Tochter zurück nach Hause brachte. Eine Baustelle verhinderte die Weiterfahrt und deshalb ist sie allein weitergegangen. Zum Abschied hatte er ihr noch Geld für eine Griechenlandreise gegeben, die sie in Kürze vorhatte zu unternehmen. Samow kann sich an einen Radfahrer erinnern, der ihnen im Dunkeln entgegenkam. Da Samow klar ist, dass er zum Kreis der Verdächtigen gehört, möchte er den Radfahrer unbedingt finden, damit der ihn entlasten kann.
Stoever findet heraus, dass sich Irene seit zwei oder drei Jahren verändert hatte. Nach Aussagen der Lehrerin und einer Schulkameradin habe sie sich immer mehr in sich zurückgezogen. Dem Ermittler fällt auf, dass zu diesem Zeitpunkt Irenes Mutter für längere Zeit im Krankenhaus und somit der Vater mit seiner Tochter allein war. Stoever hält es daher für möglich, dass Irenes Vater sich an seiner Tochter vergangen haben könnte. Dafür würde die „Flucht“ nach Griechenland sprechen, die sie zusammen mit ihrer Schwester unternehmen wollte. Als Stoever Irenes Schwester Ruth befragt meint sie, dass sie sich nicht vorstellen kann, dass ihr Vater Irene belästigt haben könnte. Auch von einem Verhältnis zu Samow weiß sie nichts und ist sich sicher, dass ihre Schwester ihr davon erzählt hätte.
Samow gelingt es inzwischen mithilfe einer Detektivin den Radfahrer zu finden. Der will jedoch von der Polizei nichts wissen und auf keinen Fall aussagen. Samow bietet ihm Geld, denn seine Aussage würde ihn am schnellsten entlasten. Schließlich wird er schon von der Presse für den Mörder gehalten und auch seine Ehefrau zweifelt an ihm. Es gelingt ihm, den Mann zu überreden eine Aussage zu unterschreiben, dass er das Mädchen aus Versehen angefahren hätte und es daraufhin gestürzt wäre. Diese gekaufte Falschaussage wird schnell aufgedeckt, denn als die Polizei den Radfahrer aufgreift, stellt sich heraus, dass er das Rad gestohlen hat und es zur Tatzeit gar nicht in seinem Besitz war.
Die Spurensicherung kann am Tatort ein Stück Stoff sicherstellen, das möglicherweise von der Kleidung des Täters stammt. Auf der Suche nach dem Träger sieht sich Stoever in Freverts Haus um und findet eine Reihe von „Familienvideos“. Als er sich eins davon heimlich mitnimmt, muss er feststellen, dass Irenes Vater sich zusammen mit seiner Tochter gefilmt hat, was seine Hypothese vom Missbrauch bestätigt. Da er das Video ohne Genehmigung an sich genommen hatte, ist es als Beweis vor Gericht nicht gültig und es ist fraglich, ob Frevert belangt werden kann.
Stoever hält es für möglich, dass Irenes Vater aus Angst seine Tochter zu verlieren das Mädchen umgebracht haben könnte. Allerdings fehlen ihm dafür konkrete Beweise. Für Brockmöller ist nach wie vor Samow der Hauptverdächtige und um ihn aus der Reserve zu locken, berichtet ihm Stoever von dem Missbrauch. Der Plan scheint zu funktionieren, denn Frevert und Samow treffen sich und geraten in Streit. Dabei gibt Samow betroffen ein Geständnis ab. Er hätte sich an dem Abend von Irene verabschieden wollen und nicht geahnt, dass sie sich so wehren würde. Er wollte sie nur noch ein einziges Mal im Arm halten, dabei habe sie sich losgerissen, sei gestürzt und mit dem Kopf aufgeschlagen.

## Sonstiges
Nachdem der Film bis 2014 etwa alle zwei Jahre wiederholt worden war, gab es seitdem keine einzige Wiederholung mehr. Offenbar ist er wegen der grenzwertigen Szenen mit Diether Krebs als Kinderschänder im Giftschrank gelandet.

## Rezeption

### Einschaltquoten
Bei seiner Erstausstrahlung am 20. April 1992 hatte Blindekuh 12,33 Millionen Zuschauer, was einem Marktanteil von 37,90 Prozent entspricht.

### Kritiken
TV Spielfilm nannte Blindekuh „eine der abgründigsten Stoever-Episoden“.